# Ladislav Ondřej (sportovní střelec)
Ladislav Ondřej (26. srpna 1912 – 8. června 2001) byl československý reprezentant ve sportovní střelbě, účastník Letních olympijských her 1952 v Helsinkách, kde skončil devatenáctý ve střelbě z rychlopalné pistole.